# Khafrana
Khafrana is een geslacht van wantsen uit de familie van de Reduviidae (roofwantsen). Het geslacht werd voor het eerst wetenschappelijk beschreven door Norman Cecil Egerton Miller in 1957.

## Soorten
Het genus is monotypisch en bevat alleen de volgende soort:

- Khafrana nigeriensis Miller, 1957